# Diario SP
El Diario SP fue una publicación española de ideología falangista editada en Madrid, entre 1967 y 1969. Durante su existencia con la protección de figuras destacadas del régimen franquista.

## Historia
Anteriormente, el periodista Rodrigo Royo —antiguo director del diario franquista Arriba— había publicado desde 1957 el semanario SP. En 1967 puso en marcha el diario SP —subtitulado como «Periódico Nacional de Información»—, cuyo primer número salió el 10 de septiembre de ese año. Rodrigo Royo pasó a ser el director de la publicación. Contando con la protección de destacados falangistas como José Antonio Girón de Velasco y otros, trabajaron en el periódico conocidas personalidades del falangismo como Rafael García Serrano, Ismael Herraiz, Juan Aparicio López, Antonio Castro Villacañas o Adolfo Muñoz Alonso.
La publicación, con un habitual tono desafiante y provocador, mantuvo línea editorial de corte abiertamente falangista, antimonárquico, demagógico y populista, así como un fuerte nacionalismo antiamericano. También mantuvo una posición muy crítica frente a los tecnócratas del Opus Dei, entonces el principal grupo de poder en el seno del franquismo. Durante los incidentes universitarios de 1968 el diario atacó a la revista Cuadernos para el Diálogo, a la que incluso llegó a acusar de incitación a la violencia. En 1969 el diario SP tuvo un activo papel durante el escándalo de corrupción del caso Matesa, lanzando duros ataques. Sus abiertas críticas constituían un caso excepcional dentro de la prensa española de la época, y no tardaron en despertar un fuerte malestar entre los sectores «opusdeistas» del gobierno.
Víctima de problemas económicos, el diario dejó de editarse el 29 de agosto de 1969.